# Giuseppe Agosti
Giuseppe Agosti (Belluno, 10 febbraio 1715 – Belluno, 10 settembre 1786) è stato un botanico e gesuita italiano.

## Biografia
Era figlio di Augusto Agosti. La famiglia ottenne il titolo comitale nel 1748. Giuseppe Agosti entrò nel collegio dei gesuiti di Gorizia e nel 1735, a Vienna, entrò nella Compagnia del Gesù. Continuò la formazione prima a Fiume e poi a Lubiana. Qui fece la professione il 15 agosto del 1751. Fu insegnante di teologia a Zagabria, e di filosofia a Gorizia, a Belluno e a Borgo San Donnino.
In seguito alla soppressione della Compagnia del Gesù nel 1773, si ritirò presso la sua famiglia a Belluno.
Aveva pubblicato nel 1770 un'importante opera di botanica intitolata De re botanica.

## Opere
- Satyra in eos philosophos qui scholasticam philosophiam contemnunt
- De re botanica tractatus in quo praeter generalem methodum, et historiam plantarum, eae stirpes peculiariter recensentur, quae in agro Bellunensi et Fidentino vel sponte crescunt vel arte excoluntur...
- Exercitationes botanicae per agrum bellunensem collectae...